# Matevž Krumpestar
Matevž Krumpestar, slovenski lokostrelec, * 23. december 1977, Kamnik.
Za Slovenijo je nastopil na poletnih olimpijskih igrah v Atlanti leta 1996. V individualni konkurenci je osvojil 64. mesto, v ekipnem nastopu, kjer je tudi sodeloval, pa je Slovenija zasedla 5. mesto.